# Tentiruju
El tentiruju es un duende tentador de la mitología cántabra (España) de orejas puntiagudas, ropajes encarnados y boina en la cabeza. Se aprovecha de la invisibilidad que le producen los brotes tiernos de mandrágora que siempre lleva para acariciar a las mozas y volverlas descaradas. Tiene similitudes al busgosu de la mitología de Asturias.